# Rasborinae
Rasborinae — підродина коропоподібних риб родини данієвих (Danionidae), колишня триба Rasborini.
Раніше ця назва як синонім Danioninae застосовувалась до великої групи риб, що вважалася підродиною коропових (Cyprinidae). Після перегляду систематики коропоподібних назва Rasborinae була відновлена, але вже як підродина нової родини данієвих.
Існує надійна підтримка монофілії Rasborinae. Були визначені діагностичні ознаки цієї підродини, вони стосуються особливостей забарвлення риб та морфології зябрових дуг.
Підродина Rasborinae включає близько 140 видів риб, що об'єднуються в 11 родів:
- Amblypharyngodon  Bleeker, 1860
- Boraras  Kottelat & Vidthayanon, 1993
- Brevibora  Liao, Kullander & Fang, 2010
- Horadandia  Deraniyagala, 1943
- Kottelatia  Liao, Kullander & Fang, 2010
- Pectenocypris  Kottelat, 1982
- Rasbora  Bleeker, 1859
- Rasboroides  Brittan, 1954
- Rasbosoma  Liao, Kullander & Fang, 2010
- Trigonopoma  Liao, Kullander & Fang, 2010
- Trigonostigma  Kottelat & Witte, 1999

Підродина Rasborinae є найрізноманітнішою групою прісноводних риб у Сундаленді — біогеографічному регіоні, що складається з півострова Малакка та островів Ява, Суматра, Калімантан і Балі. Станом на 2020 рік тут було представлено 79 видів з 7 родів цієї підродини.